# Nathan Rothschild, I barone Rothschild
Nathaniel Mayer Rothschild, I barone Rothschild, barone de Rothschild, GCVO PC (Londra, 8 novembre 1840 – Londra, 31 marzo 1915), è stato un banchiere e politico britannico, appartenente alla ricca ed internazionale famiglia Rothschild.

## Biografia
Noto come "Natty," era il maggiore dei figli maschi del barone Lionel de Rothschild (1808–1879) e della baronessa Charlotte von Rothschild (dei Rothschild di Napoli), il nipote di Nathan Mayer Rothschild in onore del quale aveva preso il nome ed il bisnipote di Mayer Amschel Rothschild, il fondatore della dinastia.
Fu educato al Trinity College a Cambridge, dove fu amico del principe di Galles, ma lasciò senza laurearsi.
Il 16 aprile 1867, sposò Emma Louise von Rothschild (1844–1935), una cugina del ramo di Francoforte. Ebbero tre figli:
- Lionel Walter (1868–1937)
- Adelheid von Rothschild  (1873–1947)
- Nathaniel Charles (1877–1923)

## Barone
Nel 1847, suo zio Anthony Nathan de Rothschild (1810–1876) fu creato I baronetto de Rothschild, di Tring Park. Dal momento che Sir Anthony non aveva eredi maschi, il titolo di baronetto passò alla sua morte a suo nipote Nathan Mayer Rothschild. Nel 1885, Rothschild diventò membro della camera dei lord quando fu creato barone Rothschild, di Tring nella contea di Hertford, fra i pari del Regno Unito. Egli era anche barone de Rothschild (Freiherr von Rothschild) nell'impero austriaco, un titolo nobiliare che aveva ereditato attraverso suo padre. Nel 1838, la regina Vittoria aveva autorizzato ad utilizzare il titolo austriaco nel Regno Unito.
Rothschild sedette alla camera dei comuni come membro liberale del parlamento per Aylesbury dal 1865 al 1885. Fu eletto almeno quattro volte prima che gli fosse permesso di sedere ai comuni. Poiché di religione ebraica, non era in grado di partecipare alla vita pubblica. Benjamin Disraeli era per l'uguaglianza per gli ebrei di fronte alla legge e, quando gli venne chiesto di votare il Public Worship Bill, egli respinse il protezionismo Tory. Quando Rothschild finalmente entrò alla camera, si recò fra i banchi dei conservatori per stringere la mano al suo avversario. Una delle più importanti conseguenze per l'emancipazione ebraica fu che queste libertà furono redatte nel Second Reform Act.
Quando fu elevato al rango di pari da Gladstone, Rothschild fu il primo membro ebreo alla camera dei lord a non essersi convertito in precedenza al cristianesimo. (Disraeli era stato creato conte di Beaconsfield nel 1876, ma battezzato nella fede anglicana all'età di dodici anni).
In comune con il resto della sua famiglia, Rothschild aderì alla fuga dal Partito Liberale Unionista formato nel 1886 da Joseph Chamberlain, che infine si fuse nel partito conservatore.

Nel 1909, egli fu notoriamente deriso dall'allora Cancelliere dello Scacchiere, David Lloyd George, sulla sua opposizione alla People's Budget, quando quest'ultimo disse, in una riunione al Holborn Restaurant il 24 giugno di quell'anno: "Credo davvero che stiamo avendo troppi Lord Rothschild. Dobbiamo avere tutti i modi di riforma, finanziaria e sociale, bloccato, semplicemente un avviso di bordo; 'Divieto di transito. Per ordine di Nathaniel Rothschild'?"
Rothschild raccomandò ai lord di respingere il Parliament Bill, che, tuttavia, passò.
Nel 1914, dopo lo scoppio della prima guerra mondiale, Rothschild fu consultato per una consulenza economica da Lloyd George. Al suo primo invito a conferire al Tesoro, quando gli fu chiesto cosa poteva essere fatto per raccogliere più soldi per gli sforzi di guerra, Rothschild rispose: "Tassare i ricchi, e tassarli pesantemente."
Il titolo nobiliare fu ereditato dal figlio, Lionel Walter Rothschild.

## Morte
Morì a Londra, cinque giorni dopo un'operazione, il 31 marzo 1915 e fu sepolto nel Willesden Jewish Cemetery.

## Trattamento
- 1840-1865: Mr Nathan Rothschild
- 1865-1876: Mr Nathan Rothschild MP
- 1876-1885: Sir Nathan Rothschild Bt MP[11]
- 1885-1902: The Right Honourable The Lord Rothschild.
- 1902-1915: The Right Honourable The Lord Rothschild GCVO PC

## Riferimenti culturali
- Appare come un personaggio minore nel romanzo storico L'uomo caduto dal tetto del mondo di Iain Pears.